# Supanut Lourhaphanich
Supanut Lourhaphanich (ศุภณัฐ เลาหะพานิช; nascido em 13 de maio de 1993), conhecido pelo apelido de Nut (นัท) é um ator e cantor tailandês. Ele é mais conhecido por seus papéis em Oxygen (2020) e Pit Babe (2023).

## Início da vida e educação
Lourhaphanich nasceu na Tailândia em 13 de maio de 1993. Ele se formou no Vajiravudh College e na Universidade Rangsit. Ele foi campeão do Ragnarok Thailand Championship de 2017.

## Carreira
Em 2018, ele fez sua estreia como ator na televisão como personagem coadjuvante na série Ded Peek Nangfah. Em 2020, Nut conseguiu seu primeiro papel principal como Solo na série Oxygen. Ele também forneceu a trilha sonora da série, My Oxygen. Em 2023, estreou como Way, um personagem coadjuvante na série Pit Babe.

## Vida pessoal
Em janeiro de 2023, Nut revelou que já teve três relacionamentos, o primeiro com uma uma mulher e os dois últimos com homens.

## Filmografia

### Séries de televisão
| Ano           | Título                       | Personagem                    | Notas            | Canal        |
| ------------- | ---------------------------- | ----------------------------- | ---------------- | ------------ |
| 2018          | Ded Peek Nangfah             | Khairi                        | Papel recorrente | Channel 3    |
| 2020          | Oxygen                       | Solo                          | Papel principal  | One31        |
| 2022          | Something in My Room         | Phob                          | Papel principal  | Channel 3    |
| 2022          | My Friend, the Enemy         | Jim                           | Papel recorrente | Channel 3    |
| 2023–presente | Pit Babe                     | Ponrawat Wachirabantoon (Way) | Papel recorrente | iQIYI, One31 |
| TBA           | I'm the Most Beautiful Count | Prince/Woradet                | Papel principal  |              |